# 佐伯彰一
佐伯 彰一（さえき しょういち、1922年〈大正11年〉4月26日 - 2016年〈平成28年〉1月1日）は、日本のアメリカ文学者・比較文学研究者・文芸評論家・翻訳家。東京大学名誉教授。日本芸術院会員。勲三等旭日中綬章受章。

## 略歴
富山県出身。古代日本に存在した佐伯部の子孫で神官の家柄。先祖に佐伯有頼がいる。旧制富山高校を経て、東京帝国大学文学部英文科卒業、同大学院修了。旧・東京都立大学助教授を経て、1967年にカナダ・トロント大学で客員教授として日本文学を講義、1968年東京大学教養学部教授、1976年から大学院比較文学比較文化研究室主任。1983年定年退官後は中央大学教授を1993年まで勤め、世田谷文学館館長、2007年退任し名誉館長。三島由紀夫文学館初代館長。1980年『物語芸術論』で読売文学賞、1982年日本芸術院賞、1986年『自伝の世紀』で芸術選奨文部大臣賞受賞。1988年より日本芸術院会員。1994年勲三等旭日中綬章受章。
1958年、篠田一士、村松剛らと文芸同人誌『批評』を創刊し、批評活動を行った。日米関係を軸とした比較文学、伝記批評と分析批評の融合などを試みるが、1970年代以降は自伝や伝記研究に重点をおき、その方面での著作があった。第一次『三島由紀夫全集』（1973年4月-1976年6月）の編纂、作品論や伝記を執筆し、政治言論では保守系の評論家として、日本会議代表委員も務めた。松本健一と『作家の自伝』シリーズを監修している。
2016年1月1日午後1時48分、肺炎のため死去。93歳没。叙従四位。

## 著作

### 単著
- 『現代英米小説の問題点』（南雲堂新書） 1956
- 『日本を考える』（新潮社） 1966
- 『伝記と分析の間』（南北社） 1967
- 『文学的アメリカ』（中公新書） 1967
- 『内と外からの日本文学』（新潮選書） 1969
- 『アメリカ文学史』（筑摩書房） 1969、筑摩叢書 1980
- 『内なるアメリカ・外なるアメリカ』（新潮社） 1971
- 『日本の小説を索めて　文芸時評』（冬樹社）1973
- 『日本への視点』（PHP研究所） 1974
- 『日本人の自伝』（講談社） 1974、講談社文庫 1979、講談社学術文庫 1991
- 『日本の「私」を索めて』（河出書房新社） 1974
- 『評伝 三島由紀夫』（新潮社） 1978、中公文庫 1988
- 『書いた、恋した、生きた ヘミングウェイ伝』（研究社選書） 1979
- 『物語芸術論　芥川・谷崎・三島』（講談社） 1979、中公文庫 1993
- 『狂気の時代』（サンケイ出版） 1979
- 『外から見た近代日本』（日本経済新聞社） 1980、講談社学術文庫 1984
- 『近代日本の自伝』（講談社） 1981、中公文庫 1990
- 『外から見た日本文学』（TBSブリタニカ・選書） 1981
- 『日米関係のなかの文学』（文藝春秋） 1984
- 『批評家の自伝』（研究社出版） 1985
- 『自伝の世紀』（講談社） 1985、講談社文芸文庫 2001
- 『神道のこころ 見えざる神を索めて』（日本教文社・教文選書）1989、中公文庫 1992
- 『伝記のなかのエロス』（筑摩書房） 1990、中公文庫 1994
- 『昭和史のなかの私』（筑摩書房） 1993
- 『大世俗化の時代と文学』（講談社） 1993
- 『読書という悪徳』（文藝春秋） 1995
- 『わが愛する伝記作家たち』（講談社） 1997
- 『作家の手紙をのぞき読む』（講談社） 2000
- 『回想 私の出会った作家たち』（文藝春秋） 2001
- 『作家論集 島崎藤村から安部公房まで』（未知谷） 2004
- 『作家伝の魅力と落とし穴』（勉誠出版） 2006

### 翻訳
- 『小説の構造』（E.ミュアー、ダヴィッド社、ダヴィッド選書） 1954、改訂1976
- 『潟・エイミィ フォスター』（ジョゼフ・コンラッド、増田義郎共訳、英宝社、英米名作ライブラリー） 1956、改訂1978
- 『持つと持たぬと 午後の死』（ヘミングウェイ、「全集5巻」三笠書房） 1956、新版1974
- 『小説の技術』（P.ラボック、ダヴィッド社） 1957、のち新版
- 『ねじの回転』（ヘンリー・ジェイムズ、荒地出版社、現代アメリカ文学全集） 1958、のち新版
- 『死の床に横たわりて』（フォークナー、筑摩書房、世界文学大系） 1959、のち新版。講談社文芸文庫 2000
- 『湖畔の情事』（アーウィン・ショー、三笠書房） 1959。改題『ルーシィ・クラウンという女』（大和書房） 1987
- 『ポオ全集』全3巻（エドガー・アラン・ポー、東京創元新社） 1963、新版1970、のち創元推理文庫[7]（全5巻）
訳者の一員で、解説を担当。共訳者は中野好夫・福永武彦・吉田健一 ほか多数。
- 『現代日本作家論』（エドワード・G・サイデンステッカー、新潮社） 1964
- 『さようならコロンバス』（フィリップ・ロス、集英社、20世紀の文学） 1965、集英社文庫 1977
- 『日はまた昇る』（ヘミングウェイ、集英社、20世紀の文学） 1966、世界文学全集 1974、集英社文庫 1978、改版2009
- 『雨の王ヘンダソン』（ソール・ベロー、中央公論社、世界の文学） 1967、中公文庫 1988
- 『針のない時計』（カーソン・マッカラーズ、田辺五十鈴共訳、講談社、世界文学全集）1970、講談社文庫 1971
- 『烈しく攻むる者はこれを奪う』（フラナリー・オコナー、新潮社） 1971。新版・文遊社 2013
- 『狂信者イーライ』（フィリップ・ロス、宮本陽吉共訳、集英社） 1973
- 『アメリカ小説の現貌 ヘミングウェイからメイラー』（アルフレッド・ケイジン、共訳、文理） 1974
- 『ケインズ 人・学問・活動』（ミロ・ケインズ編、早坂忠共訳、東洋経済新報社） 1978
- 『東洋の理想』（岡倉天心、「全集1」平凡社） 1980、平凡社東洋文庫 1983、ワイド版2007
- 『言語の都市 現代アメリカ小説』（トニー・タナー、武藤脩二共訳、白水社） 1980
- 『アメリカ小説における愛と死 アメリカ文学の原型Ⅰ』（レスリー・A・フィードラー、行方昭夫・入江隆則・井上謙治共訳、新潮社） 1989

### 編著
- 『ジェイムズ・ジョイス入門』（荒正人共編、南雲堂） 1960、新版1978
- 『20世紀英米文学案内15 ヘミングウェイ』（研究社） 1966、新版1980
- 『批評 '58-'70文学的決算』（編、番町書房） 1970
- 『三島由紀夫全集』（新潮社 全36巻） 1973 - 1976 - 第一次版の編集委員
- 『ふたつの日本 対談集』（集英社） 1973
- 『アメリカ人の日本論』（編・解説、川西進・瀧田佳子訳、研究社、アメリカ古典文庫22） 1975
- 『日本人の自伝』全23巻・別巻2（監修、平凡社） 1980 - 1982。
『15 二葉亭四迷 ほか』および『16 正宗白鳥 ほか』の解説
- 『旅人への贈り物 ボルヘス日本滞在誌』（神吉敬三共編、法政大学出版局） 1982
- 『非行文化の時代 新しいライフスタイルの創造』（高根正昭共著、紀尾井書房） 1982
- 『自伝文学の世界 退官記念論文集』（朝日出版社） 1983
- 『アメリカハンドブック』（神谷不二らと共編、三省堂） 1986
- 『外国人による日本論の名著』（芳賀徹共編、中公新書） 1987
- 『山本七平と日本人 一神教文明のなかの日本文化をめぐって』（会田雄次との対論、廣済堂出版） 1993
- 『作家の自伝 シリーズ』（松本健一と共編・監修、日本図書センター、シリーズ・人間図書館） 1995 - 2000
『37 三島由紀夫　小説家の休暇 / 私の遍歴時代』（編・解説） 1995
- 『自伝の名著101』（新書館） 2000 - 序論と他数項目を執筆

## 関連人物
- 亀井俊介
- 本間長世
- 福田恆存
- 平川祐弘
- 芳賀徹
- 小堀桂一郎
- 福原麟太郎
- 森本哲郎
- 塩野七生
- 佐伯泰樹（子息）